# Nikon Coolpix 3700
Le Nikon Coolpix 3700 est un appareil photographique numérique de type compact fabriqué par Nikon de la série Nikon Coolpix, commercialisé en octobre 2003.

## Description
Le 3700 est un appareil de dimensions réduites : 9,6 × 5 × 3,2 cm.

Son boîtier de forme ergonomique lui assure une bonne prise. Il possède une définition de 3,2 mégapixels et est équipé d'un zoom optique de 3x.

Sa portée minimum de la mise au point est de 30 cm mais ramenée à 4 cm en mode macro.

Son automatisme gère 15 modes Scène pré-programmés afin de faciliter les prises de vues (paysage, portrait, macro, musée, fête/intérieur, rétro-éclairage, plage/neige, portrait nuit, coucher de soleil, feu d'artifice, nocturne, aube/crépuscule, assistant de panorama, duplication, sports).

L’ajustement de l'exposition est automatique et permet également un mode manuel avec un ajustement dans une fourchette de ±2.0 par paliers de 0,33 EV.

La balance des blancs se fait de manière automatique, mais également semi-manuelle avec des options pré-réglées (ensoleillé, lumière incandescent, tubes fluorescents, nuageux, éclair).

La fonction "BSS" (Best Shot Selector) sélectionne, parmi une séquence de dix prises de vues successives, l'image la mieux exposée et l'enregistre automatiquement.

La fonction "Réduction du bruit" s’active automatiquement lorsque la vitesse d’obturation est lente.

Son flash incorporé a une portée effective de 0,4 à 3 m en grand-angle et de 0,4 à 1,7 m en téléobjectif et dispose de la fonction atténuation des yeux rouges et d'un dispositif d'éclairage AF.

Son mode Rafale lui assure 2,5 images par seconde.
Nikon a arrêté sa production en 2006.

## Caractéristiques
- Capteur CCD taille 1/2,7 pouce - résolution : 3,34 millions de pixels, effective : 3,2 millions de pixels
- Zoom optique : 3x ; numérique: 4x
  - Distance focale équivalence 35 mm : 35–105 mm
  - Ouverture maximale de l'objectif : F/2,8-F/4,9
- Vitesse d'obturation : 4 à 1/3000 seconde
- Sensibilité : auto 50 à 200 ISO
- Stockage : carte SD - pas de mémoire interne
- Définition image maxi : 2048×1536 au format JPEG (Exif 2.2)
- Autres définitions : 1600×200, 1280×960, 1024×768 et 640$480
- Définitions vidéo : 160×112, 320×240 et 640×480 à 15 images par seconde et 320×240 et 640×480 à 30 images par seconde au format QuickTime avec audio
- Connectique : USB 1.1, audio/vidéo composite
- Compatible PictBridge
- Écran LCD de 1,5 pouce - matrice active TFT de 134 000 pixels
- Batterie propriétaire rechargeable Lithium-ion type EN-EL5
- Poids : 130 g sans accessoires (batteries-mémoire externe) - 162 g avec batterie
- Finition : argent.